# Béla Petrovics
Béla Petrovics es un deportista húngaro que compitió en piragüismo en la modalidad de aguas tranquilas. Ganó tres medallas de bronce en el Campeonato Mundial de Piragüismo en los años 1990 y 1991.

## Palmarés internacional
| Campeonato Mundial | Campeonato Mundial | Campeonato Mundial | Campeonato Mundial |
| Año                | Lugar              | Medalla            | Evento             |
| ------------------ | ------------------ | ------------------ | ------------------ |
| 1990               | Poznań (Polonia)   | Medalla de bronce  | K2 1000 m          |
| 1990               | Poznań (Polonia)   | Medalla de bronce  | K4 500 m           |
| 1991               | París (Francia)    | Medalla de bronce  | K2 1000 m          |